# Namiböknen
Namiböknen (uttal: [na'miböknɛn]; av namaspråket, "ett tomt område") är en 50 000 kvadratkilometer stor öken längs Atlantkusten i sydvästra Afrika.  Området står på Unescos världsarvslista. 
Öknen sträcker sig 1900 kilometer från staden Moçâmedes i Angola i norr, genom Namibia till Olifants River i Västra Kapprovinsen i Sydafrika i söder. Inåt land når den mellan 130 och 160 kilometer och kan ha upp till 380 meter höga sanddyner. I söder förenar den sig med Kalahariöknen.
Temperaturen ligger på 10–25 grader Celsius och årsnederbörden är 15–100 millimeter. Fuktigheten från dimma är den främsta källan till vatten i området som bildar en unik miljö till vilken både däggdjur och reptiler har anpassat sig.

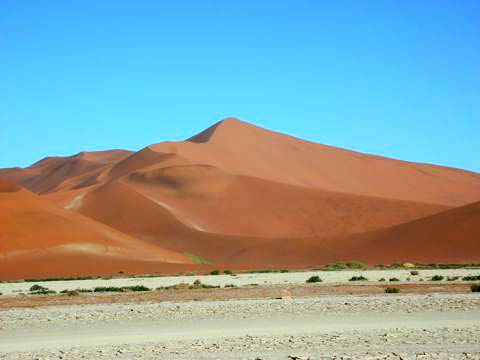
Dyn 7, världens högsta sanddyn (cirka 383 m).
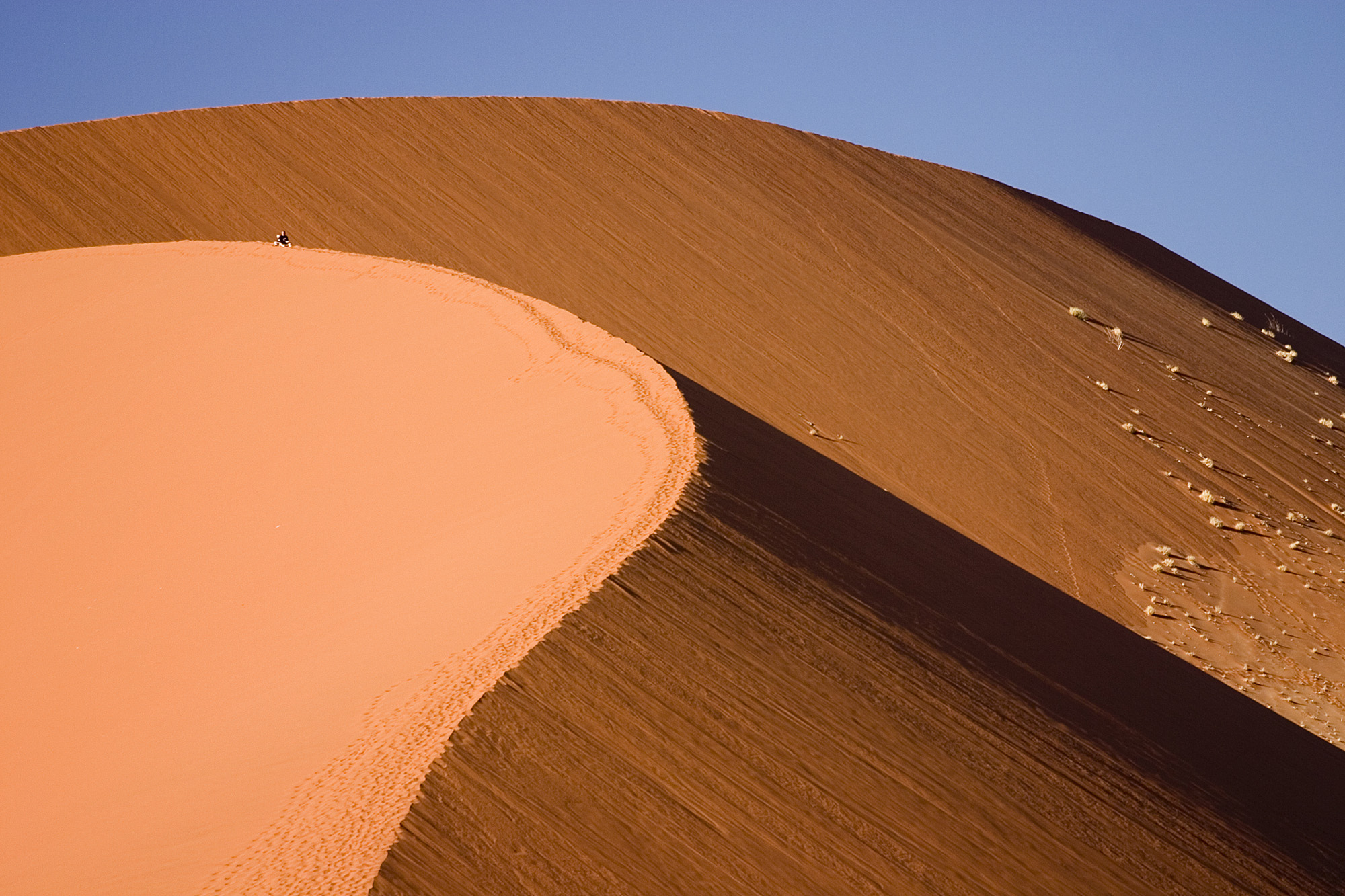
Dyner i Namib-Naukluft National Park.
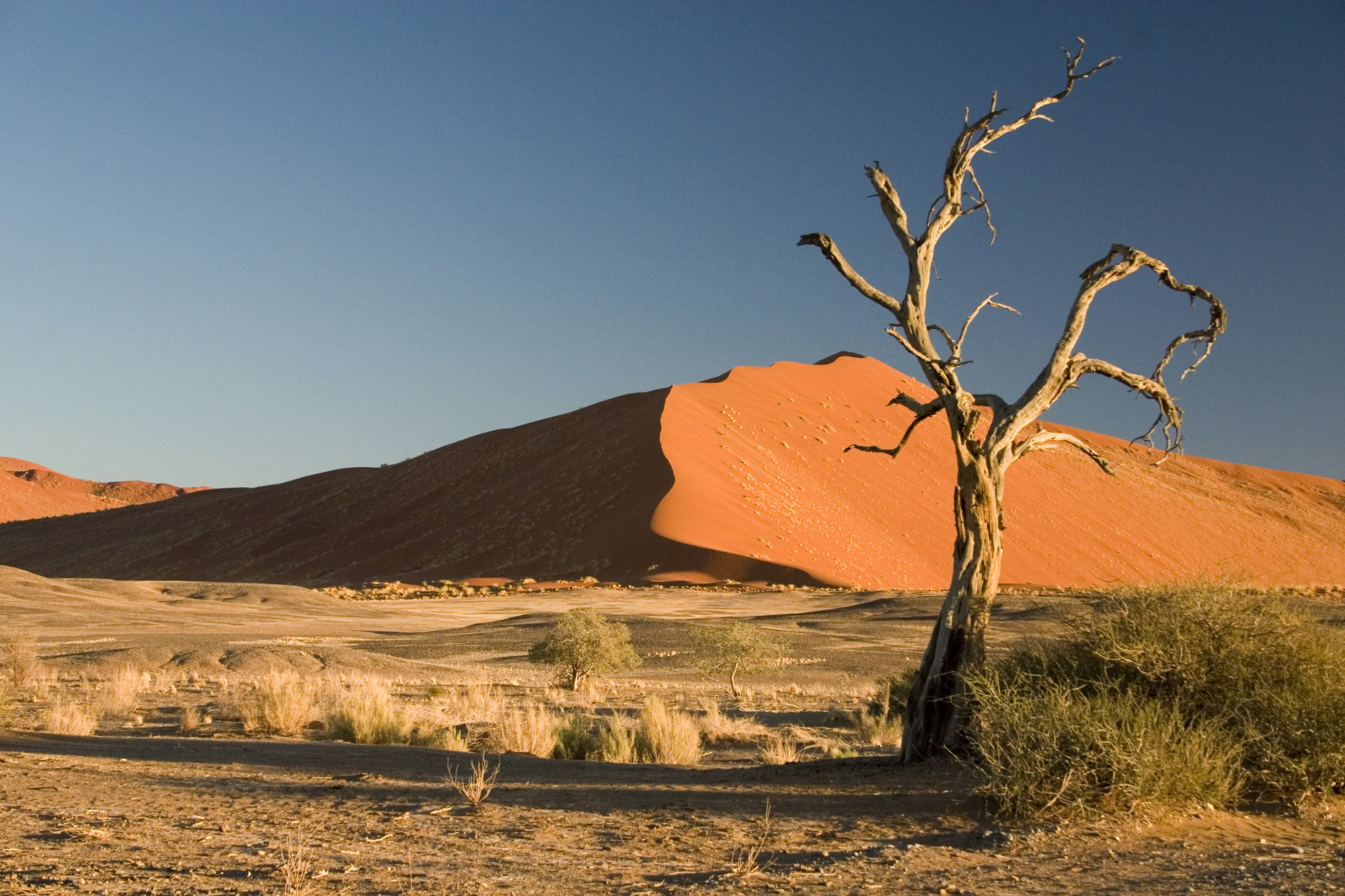
Träd av arten Acacia erioloba.